# Hôtel de Faucigny-Lucinge
L'hôtel de Faucigny-Lucinge ou hôtel du Plat-d'Étain est un hôtel particulier dans le secteur sauvegardé de Senlis (Oise), sis au 23 rue de Beauvais. Les façades côté sud de cette rue sont inscrites au titre des sites, y compris l'hôtel. Seule la porte cochère monumentale en est visible depuis le domaine public. C'est elle qui a été classée Monument historique dès 1949. Le logis et le mur d'enceinte ont été inscrits en 1970, dans l'ignorance à peu près totale de l'histoire du bâtiment.

## Historique
Le fastueux hôtel de Faucigny-Lucinge, d'après le prince de ce nom qui l'occupa, ou hôtel du Plat-d'Étain, d'après le nom du bâtiment qui le précédait, est l'un des plus vastes et des plus magnifiques de tout Senlis, selon le jugement de Jean Vergnet-Ruiz. L'histoire de cet hôtel demeure énigmatique, car pratiquement aucune trace écrite antérieure au XIXe siècle n'a été préservée. La position d'une cave sous la cour d'honneur, entre la rue de Beauvais et le bâtiment actuel, indique que l'hôtel initial donnait directement sur la rue. C'est cet hôtel qui est évoqué dans des chartes anciennes, et qui fut la demeure des descendants de Fleuriot de la Haye en 1522. L'enseigne qu'il a dû porter en faisait l'hôtel du Plat-d'Étain, mais les sources ne disent rien sur l'origine de cet enseigne.
Seulement l'analyse archéologique de l'architecture permet de situer la construction de l'hôtel dans la seconde moitié du XVIIIe siècle. Sa façade principale nord, non visible depuis la rue, a été largement reprise au XIXe siècle. Longue de huit travées, elle comporte deux niveaux bien encadrés horizontalement par des corniches, tandis que la verticalité est soulignée par des pilastres en légère saillie. Des belles lucarnes aux frontons curvilignes rompent la monotonie des lignes droites. Les ferronneries des fenêtres sont les mêmes que sur l'hôtel Guillet voisin. Au sud de l'hôtel, où se situe le vaste jardin étagé descendant jusqu'au rempart des Otages, existe un sous-sol barlong sur toute la longueur du corps de logis. Avec le dénivelé du terrain, il présente une façade vers le sud, percée de plusieurs baies aujourd'hui bouchées pour la plupart : il a dû s'agir d'une sorte d'orangerie. Ce type de construction confirme la datation de l'hôtel. 
Des ailes de dépendances ou de communs plus importantes que celles d'aujourd'hui sont visibles sur le cadastre du début du XIXe siècle. L'ensemble devait être immense avant la Révolution. L'on ne peut pas exclure que les parties disparues au cours du XIXe siècle étaient des vestiges de l'ancien hôtel, ou que ce dernier s'était situé à leur emplacement. La porte cochère à grande allure a été construite après ces démolitions, mais avant 1868, car l'ancien numéro de la maison « 61 » applicable jusqu'en cette année est gravé sur un médaillon au-dessus du portail. - Près de la porte d'entrée de l'hôtel, se trouve l'accès à une cave de dimensions modestes, à la voûte supportée par des arcs-doubleaux, probablement pas antérieure au XVIIe siècle. Un escalier descend vers un niveau d'une dizaine ou douzaine de mètres plus profond, vers une carrière souterraine d'une superficie de dix mètres sur douze environ. Ce type de carrière, ou cave d'extraction, très répandue à Senlis, servait généralement à la construction des maisons situées au-dessus.
Il s'est avéré impossible d'identifier les propriétaires de l'hôtel Faucigny-Lucinge d'avant la Révolution. Il fut acquis le 2 germinal an III (22 mars 1795) par un ancien fourrier des logis du roi, Pierre-Charles-Étienne Lecomte du Colombier, au prix de 30 900 livres payé en assignats. Ce fut une affaire avantageuse pour lui et son épouse, Suzanne-Françoise Dufrénoy. En 1827, la demeure quitta la famille, quand le petit-fils de Pierre-Charles, qui s’appelait Pierre-François et avait comme épouse Marie-Agathe Payen, la vendit à M. et Mme Guibourg. Mais ces nouveaux propriétaires ne gardèrent l'hôtel que pendant neuf ans, avant de le revendre à M. Duplessis. Après sa mort et celle de sa veuve en 1858, la propriété revint à sa fille et à son gendre. Il n'est plus possible de retracer comment le parc s'agrandit successivement, et comment le domaine s'est accru de plusieurs maisons limitrophes. Les propriétaires se succédèrent jusqu'au rachat de l'hôtel par le prince de Faucigny-Lucinge en 1961, qui engagea aussitôt d'importants travaux de restauration.

## Protection
La porte cochère de l'hôtel Faucigny-Lucinge a été classée Monument historique par arrêté du 18 octobre 1949. La façade et la toiture sur la rue (soit au nord) ainsi que le mur de clôture sur rue (à l'exclusion de son portail déjà classé) ont été inscrits par arrêté du 23 novembre 1970. Par ailleurs, les façades sud de la rue de Beauvais, qui comprennent l’hôtel du Plat-d’Étain, ont été inscrites au titre des sites par arrêté du 17 décembre 1948, sur la base de la loi du 2 mai 1930 relative à la protection des monuments naturels et des sites de caractère artistique, historique, scientifique, légendaire ou pittoresque.